# Escaldado

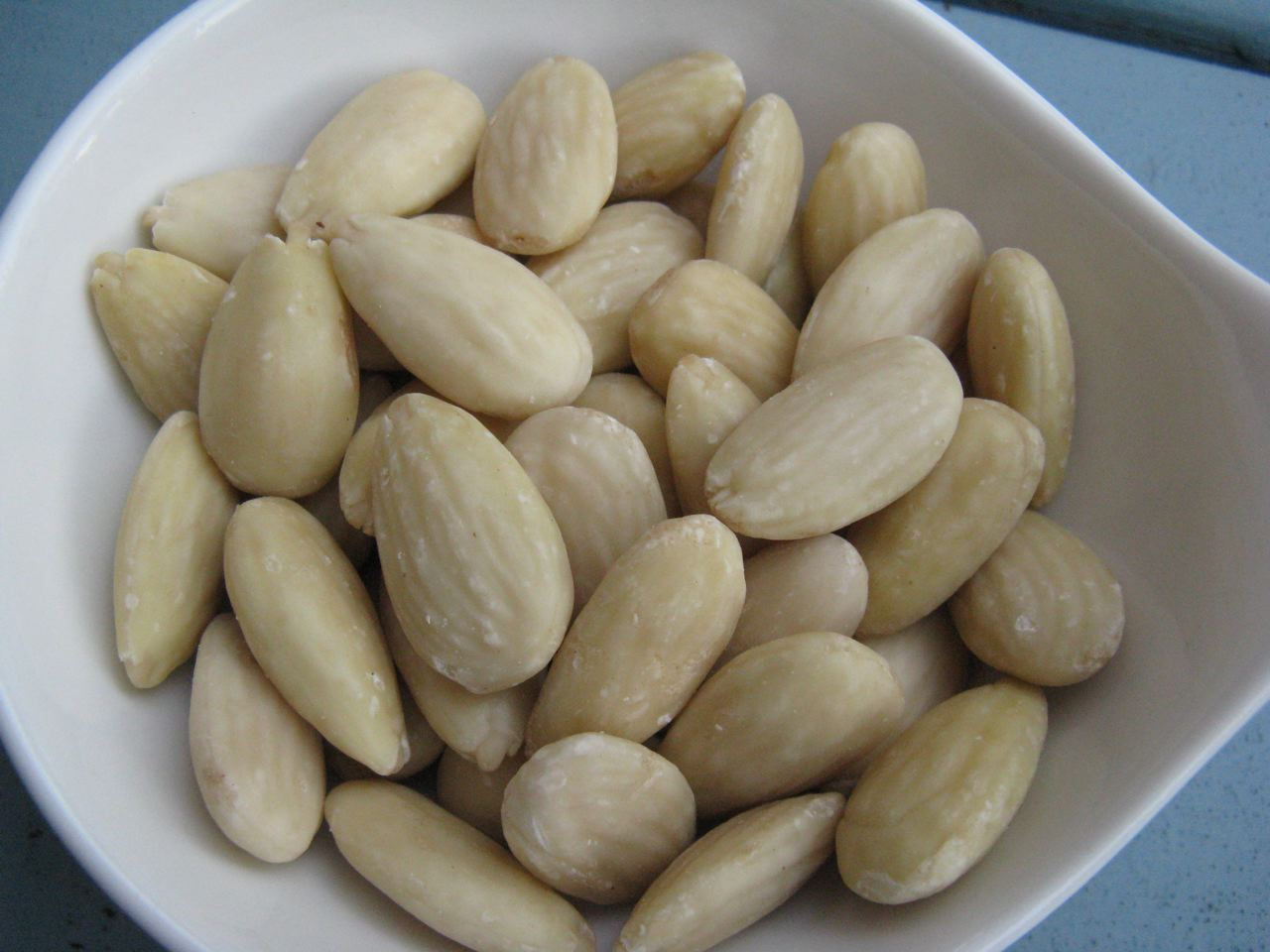
Almendras escaldadas.

Escaldar (del latín excaldāre: "introducir algo en agua hirviendo") es una operación que consiste en elevar la temperatura de la materia prima, como un alimento, con agua o vapor durante un periodo breve de tiempo (entre 10 y 30 segundos) y enfriando el producto a una temperatura cercana a la temperatura ambiente. Se diferencia del escalfado en que en este último el líquido no hierve.

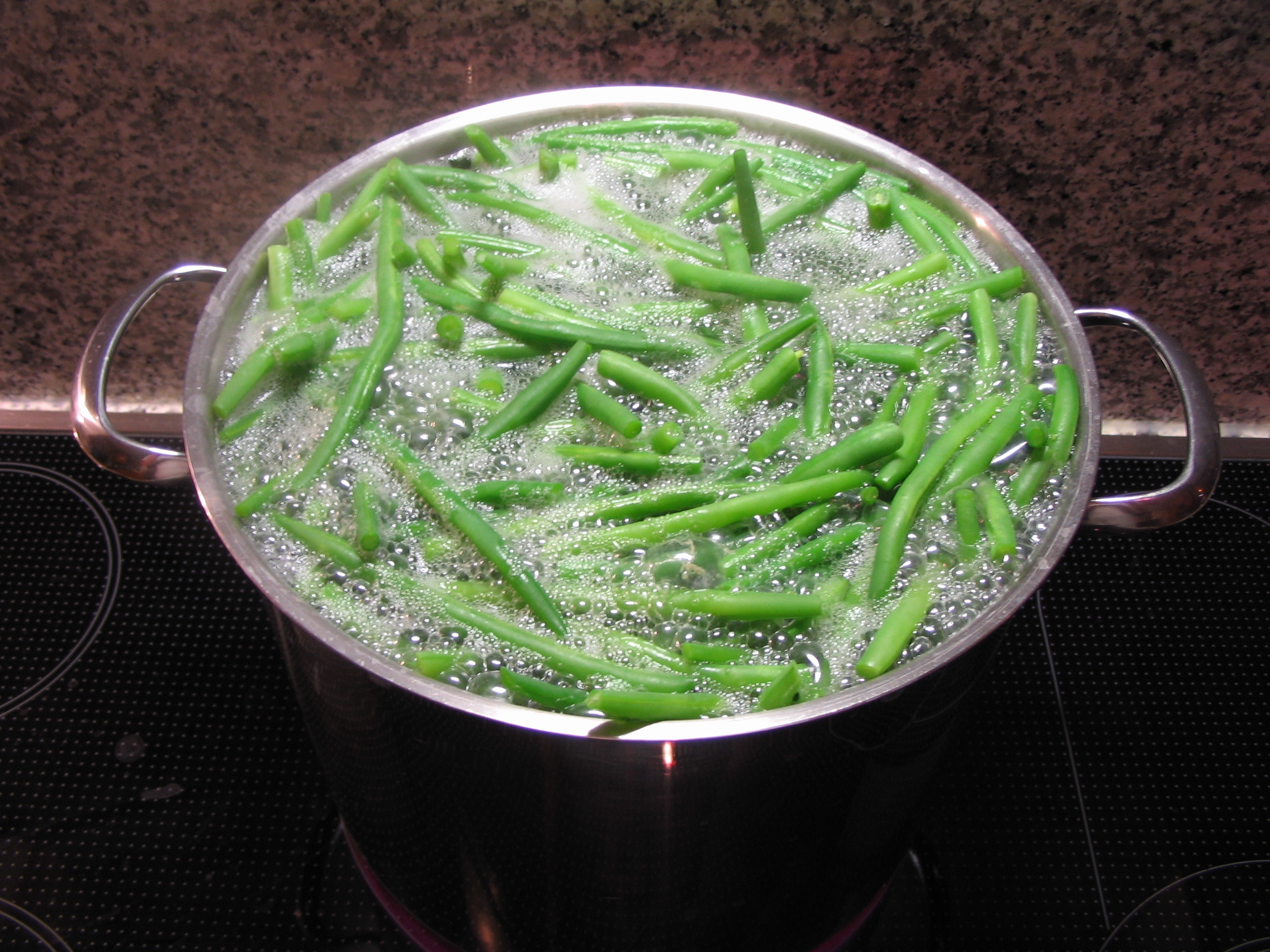
Primer momento en el escaldado de unas judías verdes.

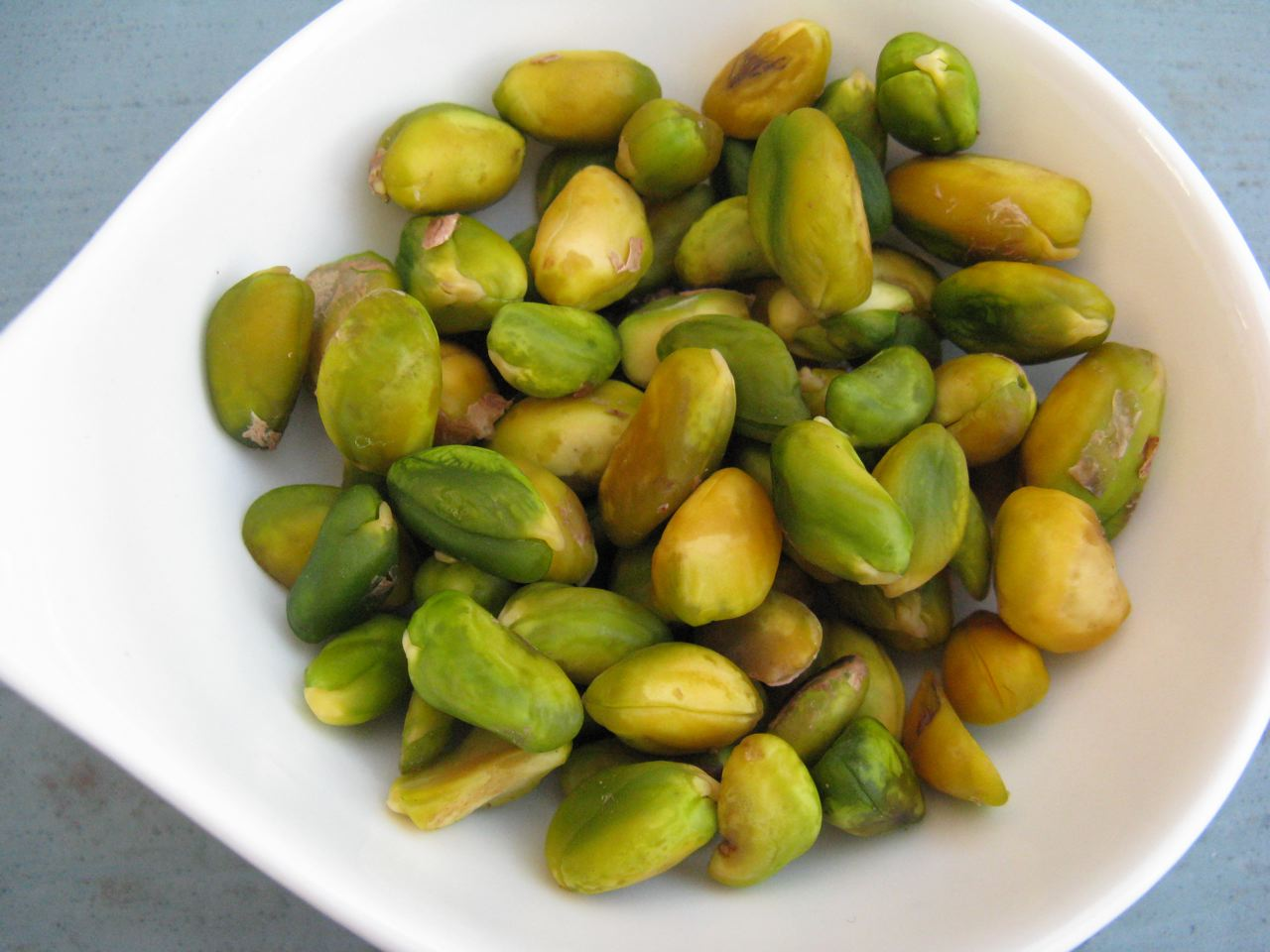
Pistachos escaldados.

El escaldado en sí mismo no es un sistema de conservación, sin embargo es una operación previa de suma importancia para el secado, conservación por calor de productos envasados (apertizacion), congelación, deshidratación o pelado de frutas o verduras.

## Objetivo
De forma general el objetivo principal del escaldado es la inactivacion de enzimas responsables del deterioro de alimentos como oxidoreductasas, transferasas, hidrolasas, liasas, isomerasas y ligasas.  También es útil para eliminar gases de los tejidos intracelulares como el nitrógeno y oxígeno, los cuales deben ser expulsados antes del envasado. Asimismo el escaldado ha demostrado la destrucción de algunos microorganismos contaminantes que se encuentran en la superficie de los alimentos.
Según el tipo de operaciín en la industria alimentaria, el escaldado puede tener distintos objetivos específicos:
- Escaldado previo a la apertizacion: tiene que ver con el envasado y lo que se busca es la eliminación de gases en los tejidos para incrmentar la densidad del producto, disminuir el incremento de la presión interna durante la esterilizacion y que la concentración de oxígeno en el envase sea mínima.[2]

- Escaldado previo a la congelación y deshidratación: aquí el objetivo primordial es la inactivacion enzimática ya que de lo contrario es muy probable que se produzcan modificaciones en el color, aroma y la calidad de los nutrientes como las vitaminas, etc.[2]

- Escaldado para pelado de productos: ocurre una contracción volumétrica ocasionada por un ablandamiento del tejido del vegetal, debido al calentameinto de la fruta, lo que facilita la operación de pelado.

El tiempo necesario para el escaldado varía entre 30 segundos y dos o tres minutos, y comprende temperaturas de entre 70- 100 °C. También se da en caso de quemaduras. Se considera una quemadura por escaldadura a la que sucede al entrar en contacto con líquidos calientes.

## Tipos de escaldado
Siendo el escaldado un tratamiento térmico que puede ser con agua o con vapor, el tipo de proceso es común en ambos, primero consiste en una primera fase donde se calienta el producto, la siguiente implica mantener la temperatura un tiempo determinado y en un último paso se realiza un enfriamiento rápido.

### Escaldado con agua
El escaldado con agua tiene la característica de ser más simple, presenta menores costos, requiriendo menor energía e instalaciones más simples, también se obtiene un mayor rendimiento. Consiste en introducir el producto en un tanque con agua a una determinada temperatura, puede haber agitación dentro del tanque para alcanzar una temperatura uniforme en un menor tiempo.

### Escaldado con vapor
Los equipos llamados escaldadores por vapor presentan rendimientos muy bajos, debido a las pérdidas apreciables de vapor que se pueden producir a la entrada y a la salida del equipo, sin embargo se han diseñado soluciones que dan lugar a diseños diferentes de escaldadores.

## Tiempo de escaldado
El tiempo total de escaldado representa el tiempo total de residencia del producto en el escaldador, podemos definirlo como:{\displaystyle tiempototaldeescaldado=tiempodepenetraciondecalor+tiempodeinactivacionenzimatica}
Y depende de los siguientes parámetros:
- Temperatura del baño de escaldado.
- Coeficiente convectivo de transferencia de calor (h).
- Temperatura inicial y final del producto.
- Geometría del producto.
- Propiedades termofísicas del producto como calor específico (cp), conductividad térmica (k), difusividad térmica (a), densidad, etc.[8]

## Efectividad
La eficacia de la operación de escaldado se establece por el grado de inactivacion de enzimas peroxidasas y polifenoxidasas, las cuales se pueden medir fácilmente en compración con otras enzimas.